# Australisk sula
Australisk sula (Morus serrator) är en havsfågel i familjen sulor (Sulidae) och en av tre arter i släktet Morus som består av vita sulor med gula huvuden och svarta vingspetsar.

## Utseende
Australisk sula är en svartvit sula med en kroppslängd på 84 cm och vingbredden 170 cm. Liksom kapsulan är den mindre än havssulan och har mörka armpennor, ej vita. På australisk sula är dock bara de fyra mittersta stjärtpennorna svarta, de övriga vita. Även ungfågeln liknar kapsulan, men är i genomsnitt något ljusare under.

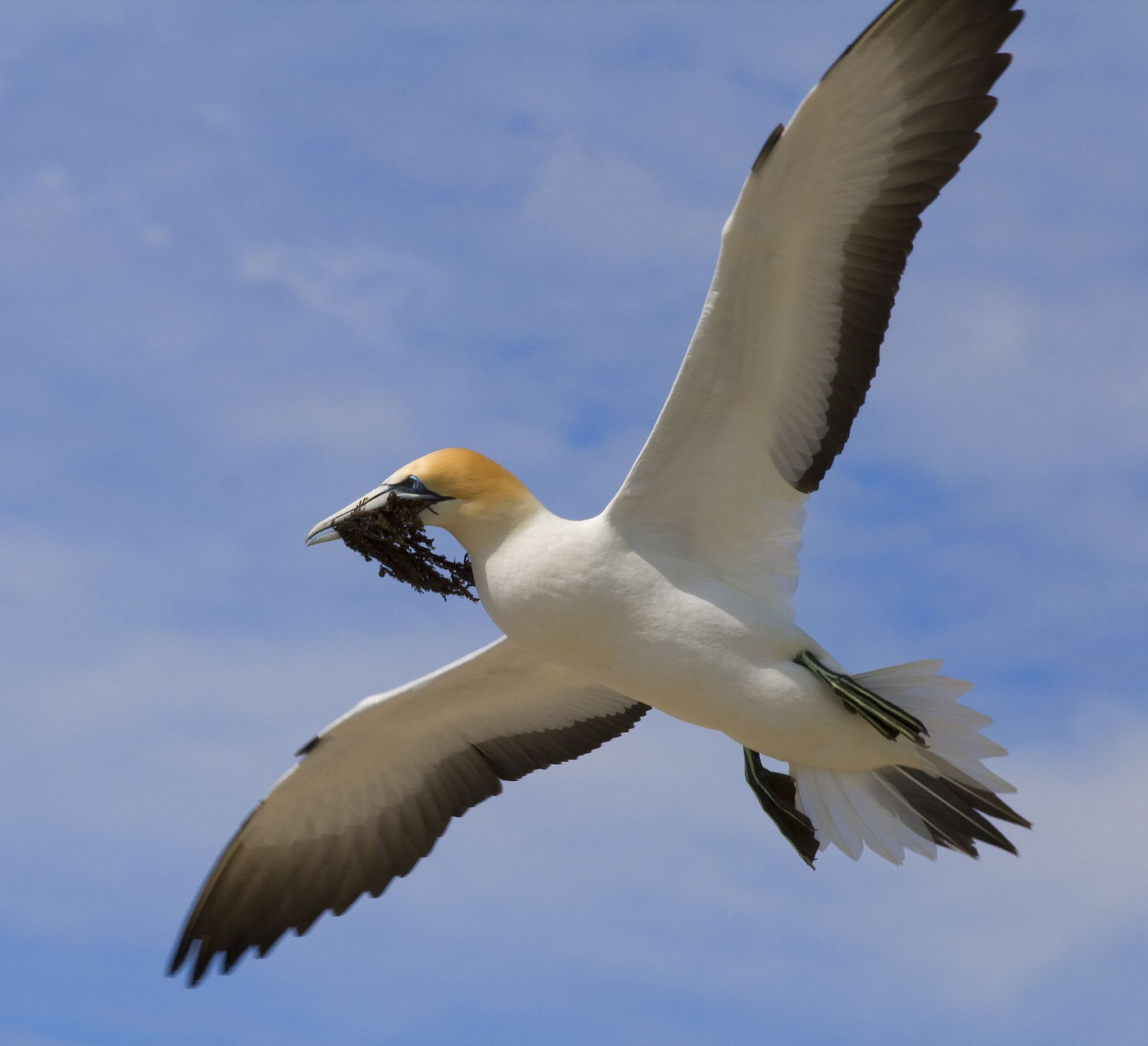
Sula med tång i näbben

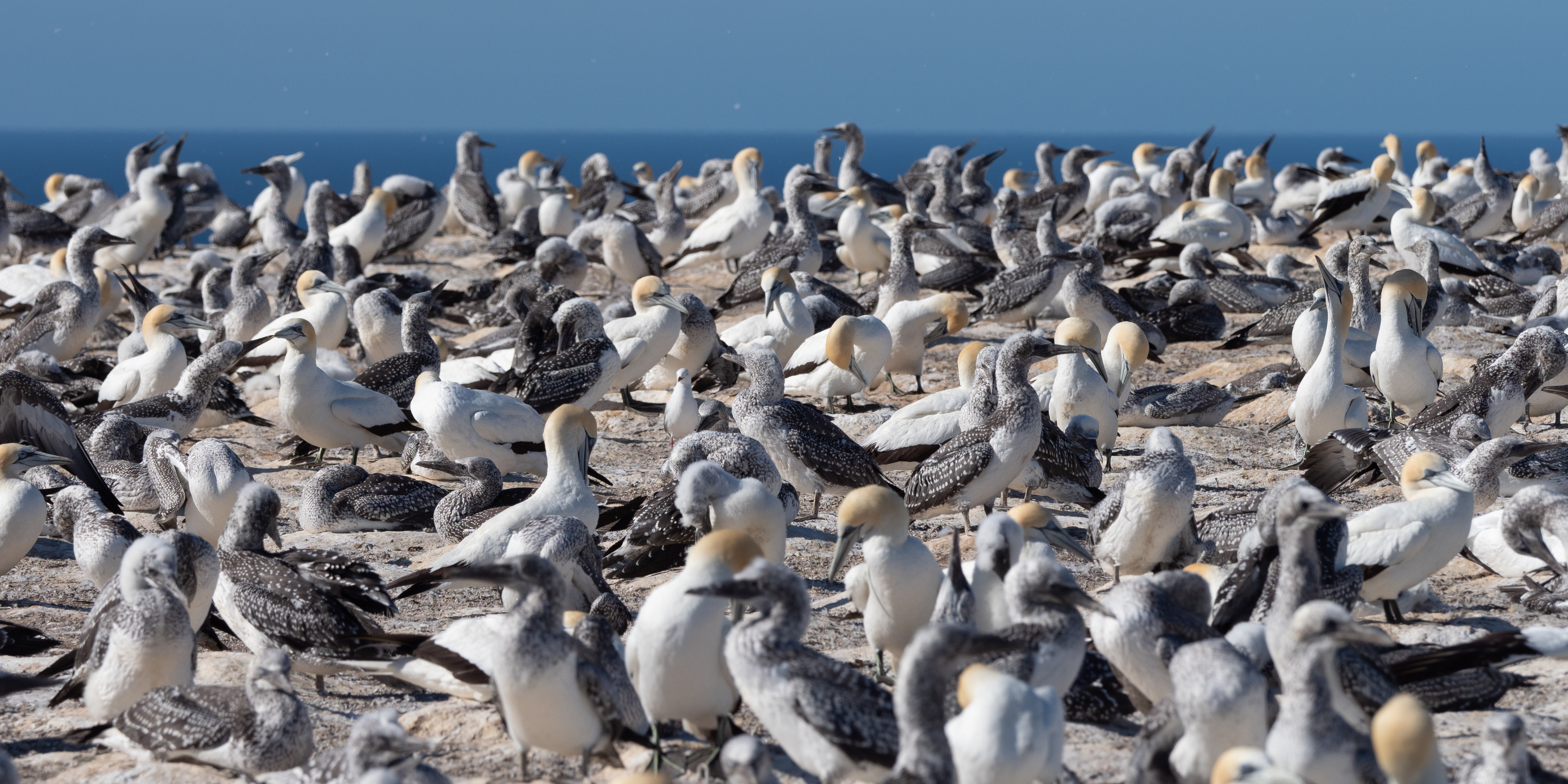
Koloni av Australiska sulor i Napier, Nya Zeeland

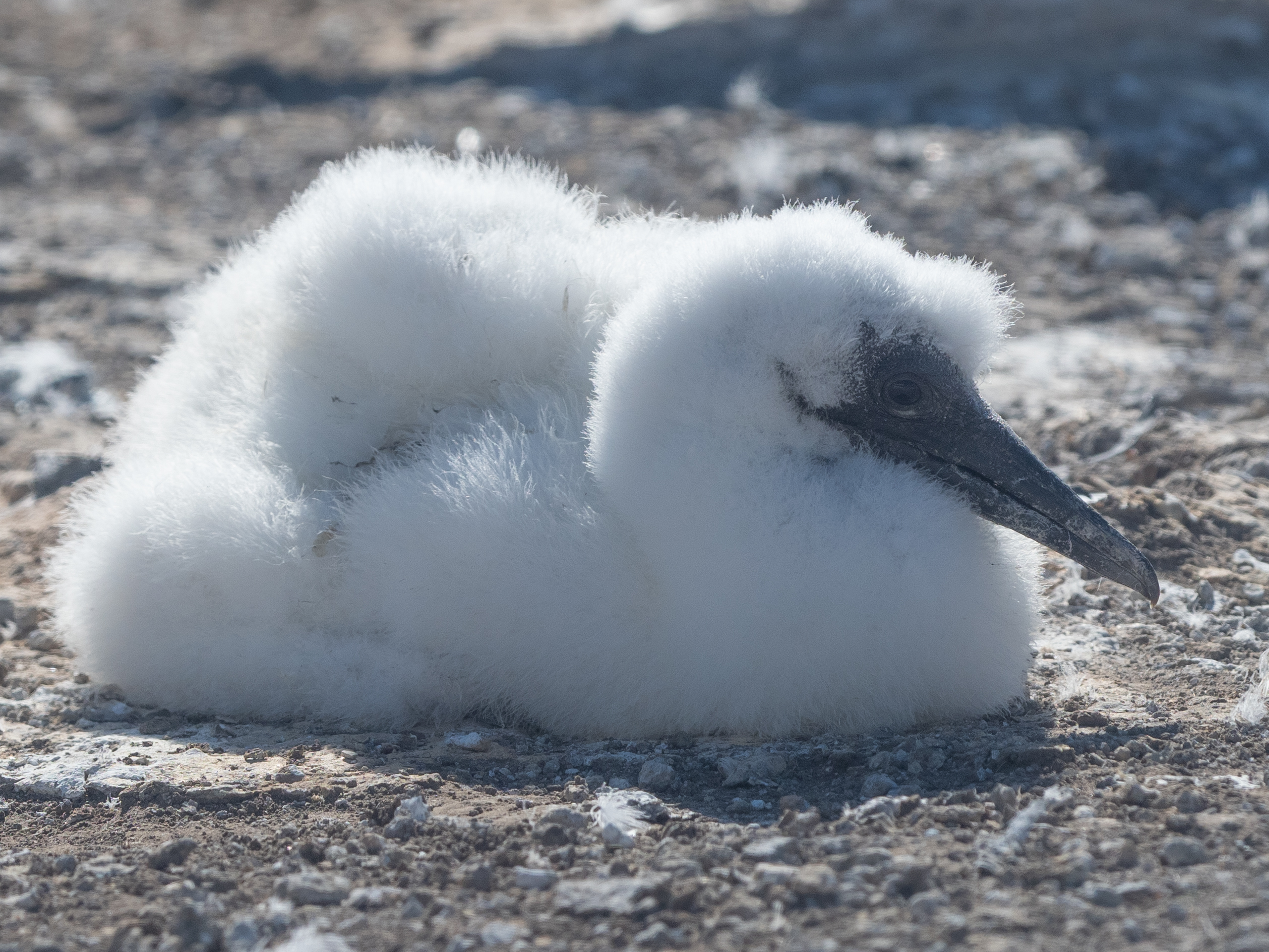
Unge

## Läten
Vanligaste lätet är ett rätt distinkt urrah-urrah, hos hanen klart ljusare än hos honan. Det rapporteras vara ljusare än motsvarande läte hos kapsula.

## Utbredning och systematik
Australisk sula häckar på öar utanför Australiens sydöstra kust, på öar utanför Nya Zeeland och på Norfolkön. Den behandlas som monotypisk, det vill säga att den inte delas in i några underarter.
Vissa auktoriteter för alla arterna inom familjen sulor till släktet Sula. Tidigare har de tre taxonen i släktet Morus behandlats som en art och australisk sula behandlades då som underarten Morus bassanus serrator till havssula.

### Sulornas släktskap
Traditionellt har familjen sulor placerats i ordningen pelikanfåglar men molekulära och morfologiska studier har visat att denna ordning är parafyletisk.. Förslagsvis har därför sulorna flyttats till den nya ordningen Suliformes tillsammans med fregattfåglar, skarvar och ormhalsfåglar.

## Levnadssätt
Arten är strikt havslevande, men ses sällan långt ifrån land. Den livnär sig mestadels av fisk som sardiner (Sardinops), ansjovisfisken Engraulis australis och taggmakrillfiskar (Trachurus). Den häckar mellan oktober och maj i rätt små men täta kolonier. De flesta vuxna fåglar håller sig nära kolonin efter häckning, medan ungfåglarna sprider sig.

## Status och hot
Arten har ett stort utbredningsområde och en stor population, och tros öka i antal. Utifrån dessa kriterier kategoriserar IUCN arten som livskraftig (LC).